# Dàjíbù
Il Dàjíbù (大集部) (T.D. vol. 13], sezione dal n. 397 al n. 424) è la sezione del Canone buddista cinese che contiene il  Dàjí jīng (大集經, Mahāsaṃnipātasūtra, giapp. Daijikkyō, Grande collezione di scritture), in 60 fascicoli (T.D. 397.13.1-408). I primi 26 fascicoli e i fascicoli 31, 32 e 33 furono tradotti da Dharmakṣema. I fascicoli dal 27 al 30 furono tradotti da Zhìyán (智嚴)  e Bǎoyún (寶雲). I fascicoli dal 34 al 58 furono tradotti da Narendrayaśas. I fascicoli 59 e 60 furono tradotti da Ān Shìgāo (安世高). Fu, secondo la tradizione, predicato dal Buddha Śākyamuni tra i suoi 45 e 49 anni di età ad un'assemblea di Buddha e Bodhisattva giunti da ogni direzione. Possiede toni apocalittici ed è uno dei primi sutra che introduce elementi del Buddismo Vajrayāna ricco come è di mantra e dhāraṇī. Contiene anche:
- Bānzhōu sānmèi jīng (般舟三昧經, sanscrito Pratyutpanna-buddha-saṃmukhâvasthita-samādhi-sūtra, giapp. Hanju zanmai kyō, T.D. 418) in 3 fascicoli, tradotto da Lokakṣema nel II sec.[1]